# Magdalena Risberg
Magdalena Anna Risberg, född 23 augusti 1985 i Stockholm, är en svensk operasångerska (sopran).
År 2012 avlade hon examen vid Operahögskolan i Stockholm. Hon är verksam vid Kungliga Operan i Stockholm.
Risberg fick Jenny Lind-stipendiet 2013 och samma år tilldelades hon Anders Walls Confidencen-stipendiet. År 2014 mottog hon Birgit Nilsson-stipendiet.